# 红星乡 (永泰县)
红星乡是中华人民共和国福建省福州市永泰县下辖的一个乡。

## 行政区划
红星乡共辖8个行政村：
淡洋村、红星村、礼柄村、尧祥村、雁门村、坂尾村、过岭村和西寨村。